# Iglesia de la Transfiguración del Señor (Tver)
La Iglesia de la Transfiguración del Señor (en ruso: Храм Преображения Господня) es un templo católico en Tver, perteneciente a la archidiócesis de la Madre de Dios en Moscú, en la Federación de Rusia, construida entre 1994 y 2002.
La parroquia católica de Tver existía desde principios del siglo XIX. En 1864, se construyó una iglesia más grande con órganos, un presbiterio y una vasta biblioteca. La iglesia fue confiscada en 1920 y la biblioteca desarticulada. Secularizada, la iglesia fue demolida en 1974.
En la década de 1990, la parroquia fue de nuevo oficialmente registrada y una nueva iglesia consagrada por el arzobispo Tadeusz Kondrusiewicz en 2003.